# IC 1986
IC 1986 ist eine irreguläre Zwerggalaxie im Sternbild Pendeluhr am Südsternhimmel. Sie ist schätzungsweise 63 Millionen Lichtjahre von der Milchstraße entfernt und hat einen Durchmesser von etwa 15.000 Lj.  
Das Objekt wurde am 6. Dezember 1899 vom US-amerikanischen Astronomen DeLisle Stewart entdeckt.